# Auggie Rose
Auggie Rose (bra: Além da Suspeita; prt: Identidade sob Suspeita), também conhecido como Beyond Suspicion, é um filme norte-americano, do gênero drama, dirigido por Matthew Tabak em 2001 e estrelado por Jeff Goldblum e Anne Heche. Foi originalmente exibido no Cinemax e depois lançado em vídeo com o título Beyond Suspicion antes de um lançamento limitado nos cinemas em São Francisco, Los Angeles e Nova York.

## Enredo
O vendedor de seguros de vida John Nolan (Jeff Goldblum) vai à loja de bebidas onde testemunha o tiro fatal de Auggie Rose (Kim Coates), um ex-presidiário em seu segundo dia como repositor da loja. Auggie estava voltando dos fundos da loja com uma garrafa de vinho que John havia pedido - já que a única garrafa na frente tinha um rótulo rasgado - e ele surpreendeu o ladrão, que atirou em seu estômago. John tenta confortá-lo, andando com ele na ambulância, mas Auggie morre no hospital.
Sentindo-se responsável e ofendido porque a polícia mostra pouco interesse em investigar e encontrar parentes próximos de Auggie, John descobre tudo que pode sobre Auggie, que acabou de ser libertado da prisão após cumprir 20 anos por assalto à mão armada. Decker, o oficial do LAPD que está investigando o caso ( Richard T. Jones), o avisa para recuar. No entanto, John torna-se cada vez mais envolvido com Auggie e desconectado de sua própria vida, causando tensão com sua namorada, Carol (Nancy Travis). Depois de encontrar uma pilha de cartas, ele descobre que Auggie tinha uma amiga por correspondência do sul chamada Lucy (Anne Heche) que está vindo para encontrá-lo pela primeira vez, sem saber da morte de Auggie, e deve chegar no dia seguinte.
John diz a sua secretária, Noreen (Paige Moss), que está tirando uma licença. Quando John vai ao encontro de Lucy, ela o cumprimenta como Auggie, e ele decide fingir ser ele. Ele mora em seu apartamento e começa um relacionamento com Lucy, e até mesmo se candidata a empregos como Auggie, conseguindo um emprego de estoquista em um pequeno mercado. Ele conhece o ex-presidiário Roy Mason (Timothy Olyphant), que conheceu Auggie através de seu colega de cela, mas nunca o conheceu. Roy pede a John para ajudá-lo a roubar US$20,000 em dinheiro protegido por dois guardas. John diz que vai considerar.
John negocia em seu Volvo por uma motocicleta para completar seu look. Ele passa alegremente seus dias no mercado e noites com Lucy. Sem o conhecimento dele, no entanto, Roy e Decker estão desconfiados e o perseguindo. Roy pega o cartão de visita de John de seu Volvo na concessionária. Roy vai ao escritório de John e vê uma foto dele na parede. Ele confronta John no saguão do apartamento de Auggie e diz que começou a espioná-lo quando não aceitou o roubo e que perguntou por aí e descobriu que Auggie estava morto. Ele acusa John de matá-lo para tirar sua identidade, o que John nega, e Roy diz que acha que John deve estar trabalhando em algum tipo de esquema de seguro de vida. Roy ameaça contar a Lucy e John dá um soco nele. Roy diz que até sabe sobre Carol antes de ir embora. John mais tarde dá a Roy uma apólice de seguro falsificada em nome de Auggie no valor de US$100, com um beneficiário em branco, e diz a ele para pegá-lo e ir embora.
John continua a ter sonhos e flashbacks do tiroteio, incluindo sonhos em que ele está no lugar de Auggie e leva um tiro depois de sair com a garrafa de vinho. Lucy confessa a John que se casou com alguém que não amava depois que começou a escrever para Auggie, mas que o casamento foi anulado quatro meses depois que seu marido encontrou todas as cartas para Auggie. Ela diz que sentiu que precisava contar a ele porque ele era muito mais do que ela pensava que seria. John decide contar a verdade a Lucy. Devastada, ela sai.
John decide encerrar oficialmente sua vida como John Nolan, vendendo sua metade do negócio para seu sócio, Carl (Casey Biggs). Ao sair do escritório, encontra seu parceiro com um casal, que ele reconhece do mercado. Eles pedem seu conselho sobre o plano que Carl recomendou, e John diz ao marido: "Acho que você deveria ir para casa e fazer amor com sua esposa e rezar para que nada de ruim aconteça e se perguntar a cada dia, 'se isso acabasse bem aqui agora, seria o suficiente?'" John até mandou colocar uma lápide para si mesmo com a inscrição "Finalmente livre". Ele informa Decker sobre o plano de Roy para roubar a Autoridade de Trânsito, e Roy é preso por violar sua liberdade condicional ao tentar descontar a apólice de seguro de vida.
John volta a trabalhar no mercado. Ele é enviado para os fundos para pegar uma garrafa de vinho e faz uma pausa, saindo com cautela. Em vez de um atirador, ele vê Lucy, que o cumprimenta com, "Oi, Auggie."

## Elenco
- Jeff Goldblum como John C. Nolan Jr., um agente de seguros de vida entediado com sua vida
- Anne Heche como Lucy Brown, colega de prisão de Auggie
- Nancy Travis como Carol, a namorada que vive com John
- Kim Coates como Auggie Rose, ex-presidiário morto por um ladrão armado
- Timothy Olyphant como Roy Mason, ex-presidiário que quer dar um golpe com Auggie
- Richard T. Jones como Oficial Decker, oficial do LAPD
- Paige Moss como Noreen, secretária de John
- Joe Santos como Emanuel, vizinho de Auggie

## Produção
Originalmente, William H. Macy iria interpretar John C. Nolan, mas ele desistiu por causa de conflitos de agenda e foi substituído por Jeff Goldblum menos de duas semanas antes do início das filmagens. O filme foi filmado em Los Angeles.

## Recepção
Auggie Rose recebeu críticas mistas dos críticos de cinema. Ele possui uma taxa de aprovação de 54%, com base em 13 avaliações, no Rotten Tomatoes.